# La Vie en Champagne
La Vie en Champagne est une revue trimestrielle éditée à Troyes, dans l'Aube.
Cette revue publie des articles variés consacrés à la Champagne sous tous ses aspects : histoire locale, patrimoine, arts, littérature, archéologie.
Le centième numéro est paru pour le quatrième trimestre 2019.